# Campeonato Cearense Serie C 2022
El Campeonato Cearense de Serie C 2022 fue la 19.ª edición del torneo, organizado por la Federação Cearense de Futebol. El torneo comenzó el 18 de septiembre de 2022 y finalizó el 9 de noviembre del mismo año. 
La competencia otorgó dos plazas a la Serie B 2023. En total, ocho equipos participaron en esa edición.

## Sistema de competición
Los ocho equipos se enfrentaron todos contra todos a una sola vuelta. Al final de las siete fechas, los cuatro mejores equipos avanzaron a las semifinales.
En las semifinales el mejor colocado de la primera fase jugó contra el cuarto, y el segundo jugó contra el tercero. Los dos ganadores de las semifinales jugaron la final. 
Las semifinales fueron disputadas en partidos de ida y vuelta, mientras que la final fue disputada en partido único.
Los dos equipos clasificados a la final ascendieron al Campeonato Cearense Serie B 2023 y compitieron por el título de la competición.
En caso de empate en los puntos ganados entre dos o más clubes al final de la primera fase, el desempate, a efectos de clasificación final, se realizará observando los siguientes criterios:
1. Partidos ganados
2. Diferencia de goles
3. Goles a favor
4. Enfrentamientos directos (entre dos clubes)
5. Sorteo

## Participantes
| Equipos participantes | Equipos participantes | Equipos participantes | Equipos participantes |
| --------------------- | --------------------- | --------------------- | --------------------- |
| Anjos do Céu          | Campo Grande          | Crateús               | Esporte Limoeiro      |
| Itarema               | Pacatuba              | Terra e Mar           | União                 |

## Primera fase

### Clasificación
| Pos. | Equipo           | Pts. | PJ | G | E | P | GF | GC | Dif. | Clasificación 2022            |
| ---- | ---------------- | ---- | -- | - | - | - | -- | -- | ---- | ----------------------------- |
| 1    | Pacatuba         | 15   | 7  | 4 | 3 | 0 | 17 | 1  | +16  | Clasificado a las semifinales |
| 2    | Crateús          | 12   | 7  | 3 | 3 | 1 | 5  | 3  | +2   | Clasificado a las semifinales |
| 3    | Itarema          | 11   | 7  | 3 | 2 | 2 | 5  | 5  | 0    | Clasificado a las semifinales |
| 4    | Campo Grande     | 10   | 7  | 2 | 4 | 1 | 4  | 3  | +1   | Clasificado a las semifinales |
| 5    | Terra e Mar      | 9    | 7  | 2 | 3 | 2 | 10 | 7  | +3   |                               |
| 6    | União            | 7    | 7  | 2 | 1 | 4 | 3  | 15 | −12  |                               |
| 7    | Anjos do Céu     | 5    | 7  | 1 | 2 | 4 | 3  | 7  | −4   |                               |
| 8    | Esporte Limoeiro | 5    | 7  | 1 | 2 | 4 | 6  | 12 | −6   |                               |

Actualizado a los partidos jugados el 23 de octubre de 2022.
 Fuente: FCF

### Fixture[3]
- La hora de cada encuentro corresponde al huso horario correspondiente al Estado de Ceará (UTC-3).

| União        | 1 - 0 | Crateús          | Elzir Cabral | 17 de septiembre | 15:00 |
| Campo Grande | 3 - 2 | Esporte Limoeiro | Inaldão      | 17 de septiembre | 15:00 |
| Terra e Mar  | 0 - 0 | Pacatuba         | João Ronaldo | 17 de septiembre | 15:00 |
| Itarema      | 0 - 0 | Anjos do Céu     | João Ronaldo | 18 de septiembre | 15:00 |

| Esporte Limoeiro | 1 - 2 | Terra e Mar  | Bandeirão    | 24 de septiembre | 15:00 |
| Pacatuba         | 0 - 0 | Campo Grande | João Ronaldo | 24 de septiembre | 15:00 |
| Crateús          | 1 - 0 | Itarema      | Juvenal Melo | 25 de septiembre | 15:00 |
| Anjos do Céu     | 0 - 1 | União        | Moraisão     | 25 de septiembre | 15:00 |

| Pacatuba     | 4 - 0 | Esporte Limoeiro | Moraisão     | 27 de septiembre | 15:00 |
| Terra e Mar  | 0 - 0 | Campo Grande     | Elzir Cabral | 27 de septiembre | 15:00 |
| Itarema      | 1 - 0 | União            | Elzir Cabral | 28 de septiembre | 15:00 |
| Anjos do Céu | 0 - 1 | Crateús          | Moraisão     | 29 de septiembre | 15:00 |

| União            | 0 - 5 | Terra e Mar  | Elzir Cabral | 5 de octubre | 15:00 |
| Campo Grande     | 0 - 0 | Itarema      | Inaldão      | 5 de octubre | 15:00 |
| Crateús          | 0 - 0 | Pacatuba     | Juvenal Melo | 5 de octubre | 15:00 |
| Esporte Limoeiro | 1 - 0 | Anjos do Céu | Bandeirão    | 5 de octubre | 19:00 |

| União            | 0 - 1 | Campo Grande | Elzir Cabral | 8 de octubre | 15:00 |
| Pacatuba         | 3 - 0 | Anjos do Céu | Moraisão     | 9 de octubre | 15:00 |
| Itarema          | 2 - 1 | Terra e Mar  | Elzir Cabral | 9 de octubre | 15:00 |
| Esporte Limoeiro | 1 - 1 | Crateús      | Bandeirão    | 9 de octubre | 15:30 |

| União        | 0 - 7 | Pacatuba         | Elzir Cabral | 15 de octubre | 15:00 |
| Campo Grande | 0 - 0 | Anjos do Céu     | Inaldão      | 15 de octubre | 15:00 |
| Terra e Mar  | 1 - 1 | Crateús          | Moraisão     | 16 de octubre | 15:00 |
| Itarema      | 1 - 0 | Esporte Limoeiro | Elzir Cabral | 17 de octubre | 15:00 |

| Esporte Limoeiro | 1 - 1 | União        | Bandeirão    | 23 de octubre | 15:00 |
| Anjos do Céu     | 3 - 1 | Terra e Mar  | Moraisão     | 23 de octubre | 15:00 |
| Crateús          | 1 - 0 | Campo Grande | Juvenal Melo | 23 de octubre | 15:00 |
| Pacatuba         | 3 - 1 | Itarema      | Elzir Cabral | 23 de octubre | 15:00 |

## Fase final

### Semifinales
| Campo Grande | 0-1 | Pacatuba | Inaldão      | 1 de noviembre | 15:00 |
| Itarema      | 4-1 | Crateús  | Elzir Cabral | 1 de noviembre | 15:00 |

| Pacatuba | 0-1 (4-2 pen.) | Campo Grande | João Ronaldo | 5 de noviembre | 15:00 |
| Crateús  | 2-0 (4-2 pen.) | Itarema      | Juvenal Melo | 5 de noviembre | 15:00 |

### Final
| Pacatuba | 1-0 | Crateús | 9 de noviembre | PV | 15:00 |

## Goleadores
Actualizado el 9 de noviembre de 2022.
| Pos. | Jugador         | Equipo      | Goles |
| ---- | --------------- | ----------- | ----- |
| 1    | Pablo           | Terra e Mar | 5     |
|      | Indio           | Pacatuba    | 5     |
| 3    | Otacílio Marcos | Pacatuba    | 4     |
| 4    | Nanin           | Pacatuba    | 3     |
|      | Diego           | Pacatuba    | 3     |
|      | Wesley          | Terra e Mar | 3     |
|      | Luis            | Itarema     | 3     |